# Norsborg

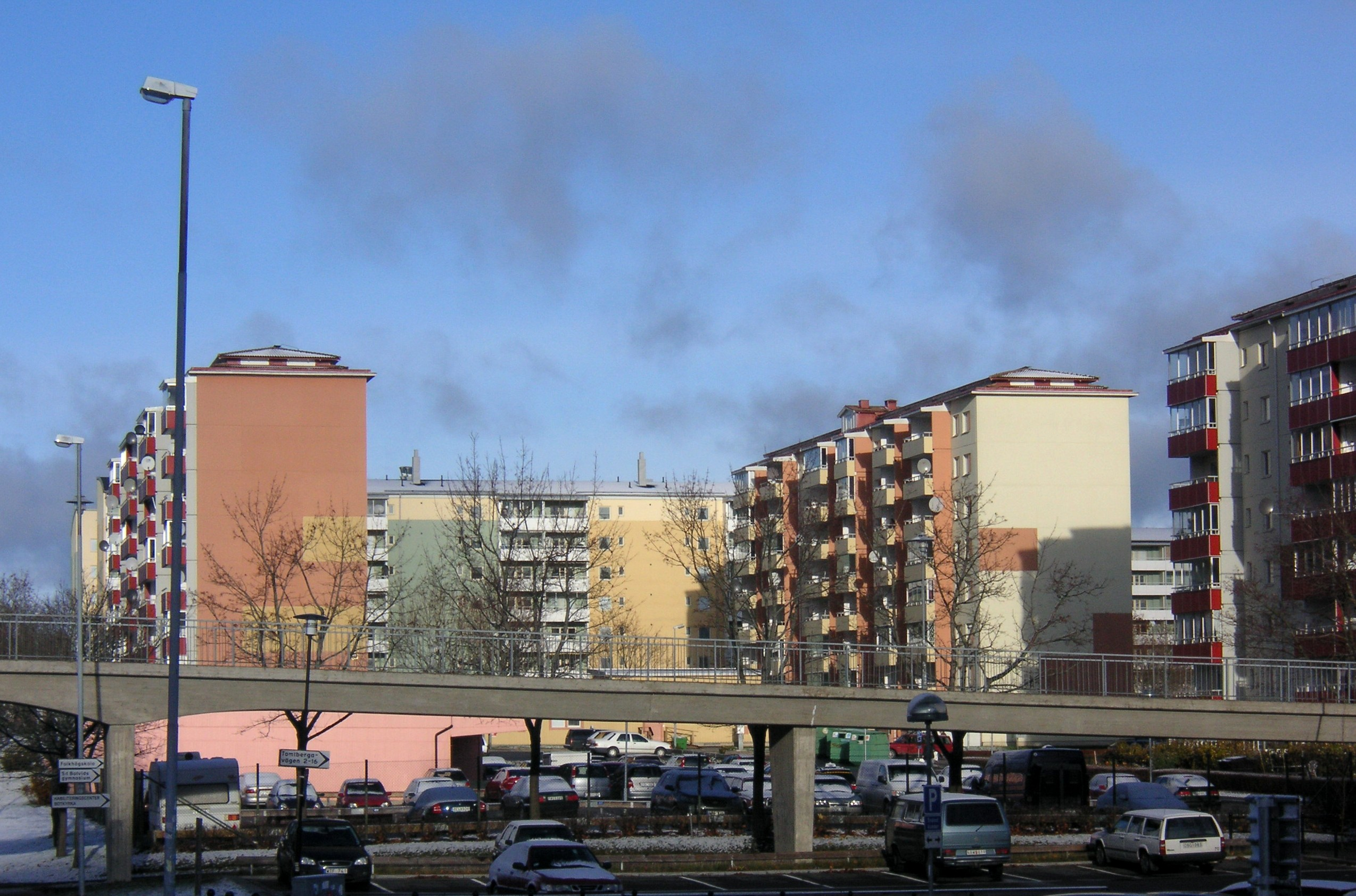
Plattenbauten in Norsborg

Norsborg ist ein Vorort in der Gemeinde Botkyrka, die im Süden der schwedischen Provinz Stockholms län liegt und an Stockholm grenzt. Die Bevölkerungszahl beträgt etwa 14.600 Einwohner. Der Anteil der Einwohner mit ausländischer Herkunft beträgt 41,5 %, der Anteil an Arbeitslosen 1,2 % (Stand: 2008).

## Geschichte
Die Umgebung war schon unter vorgeschichtlicher Zeit besiedelt, wie Grabhügel aus der Wikingerzeit auf dem Gräberfeld Hundhamras bezeugen. Norsborg hat seinen Namen nach dem Herrenhof Norsborg (Norsborgs herrgård), der gegen Ende des 18. Jahrhunderts am Mälaren errichtet wurde. Der Ort besteht heute zumeist aus Plattenbauhochhäusern, die im Rahmen des so genannten Millionenprogrammes entstanden sind und liegt in der Nähe der Autobahn E4. 1975 bekam Norsborg einen Anschluss an die Stockholmer U-Bahn-Linie Röda linjen, die hier ihre Endstation Norsborg hat.

## Bilder

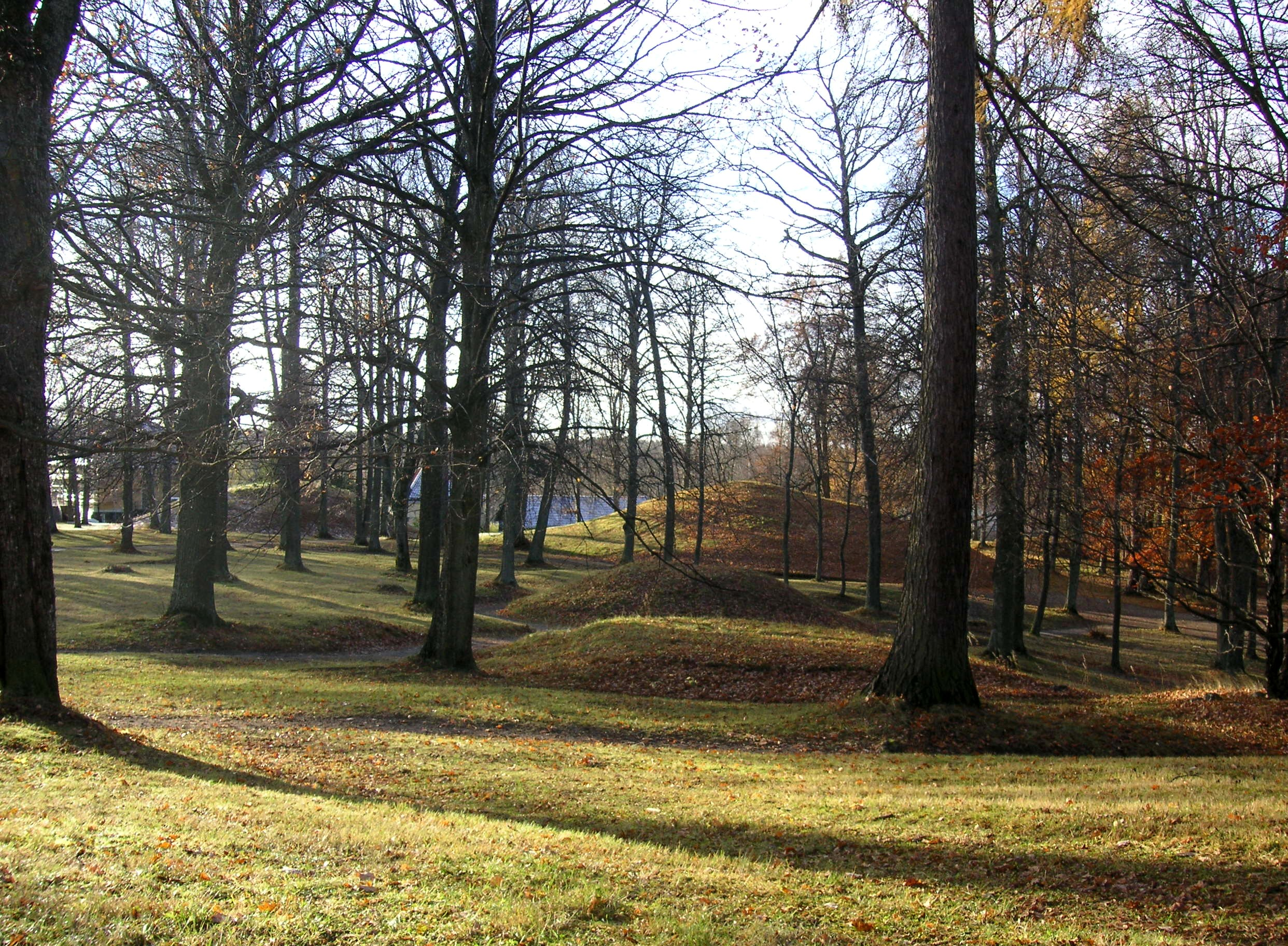
Grabhügel aus der Wikingerzeit
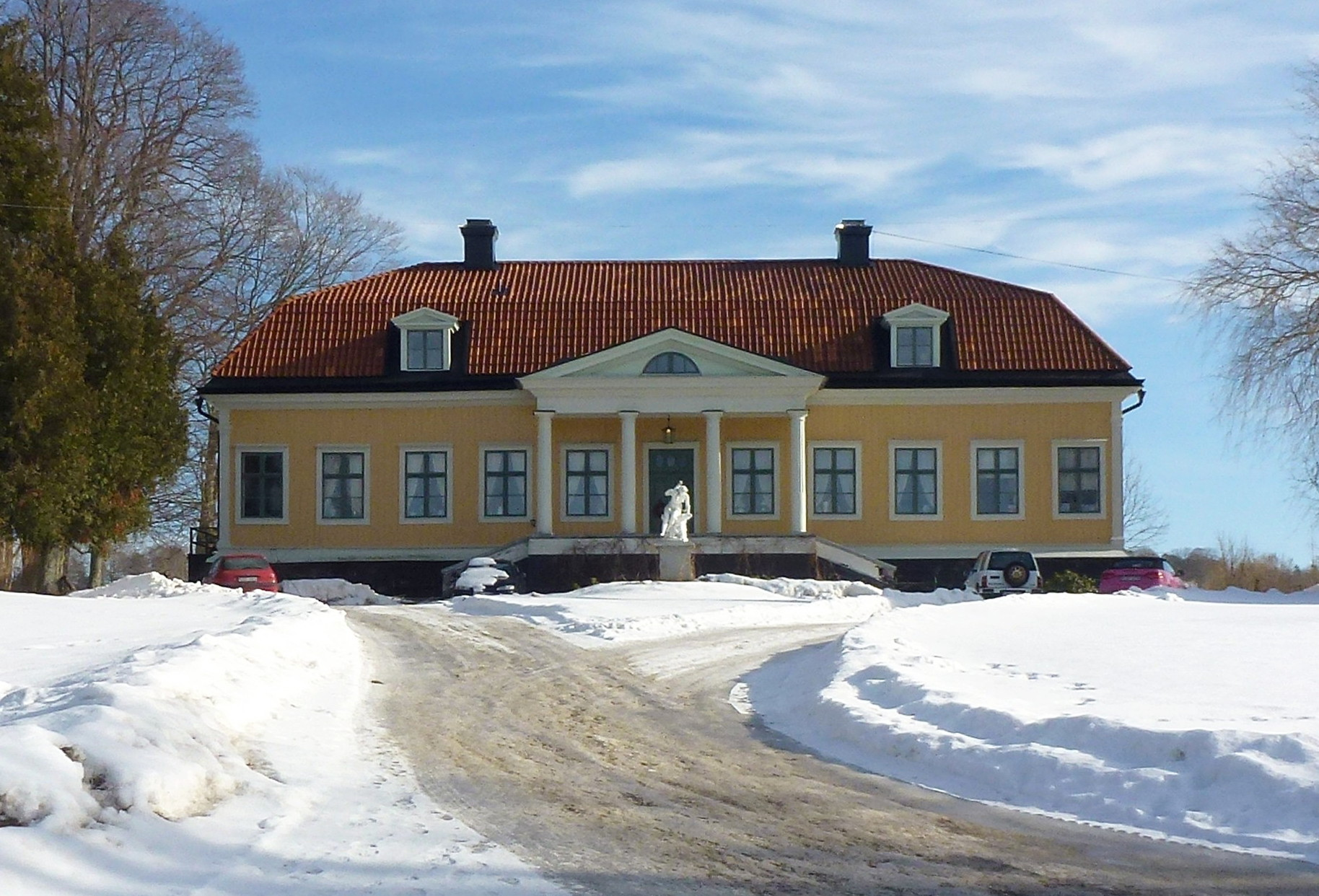
Norsborgs herrgård
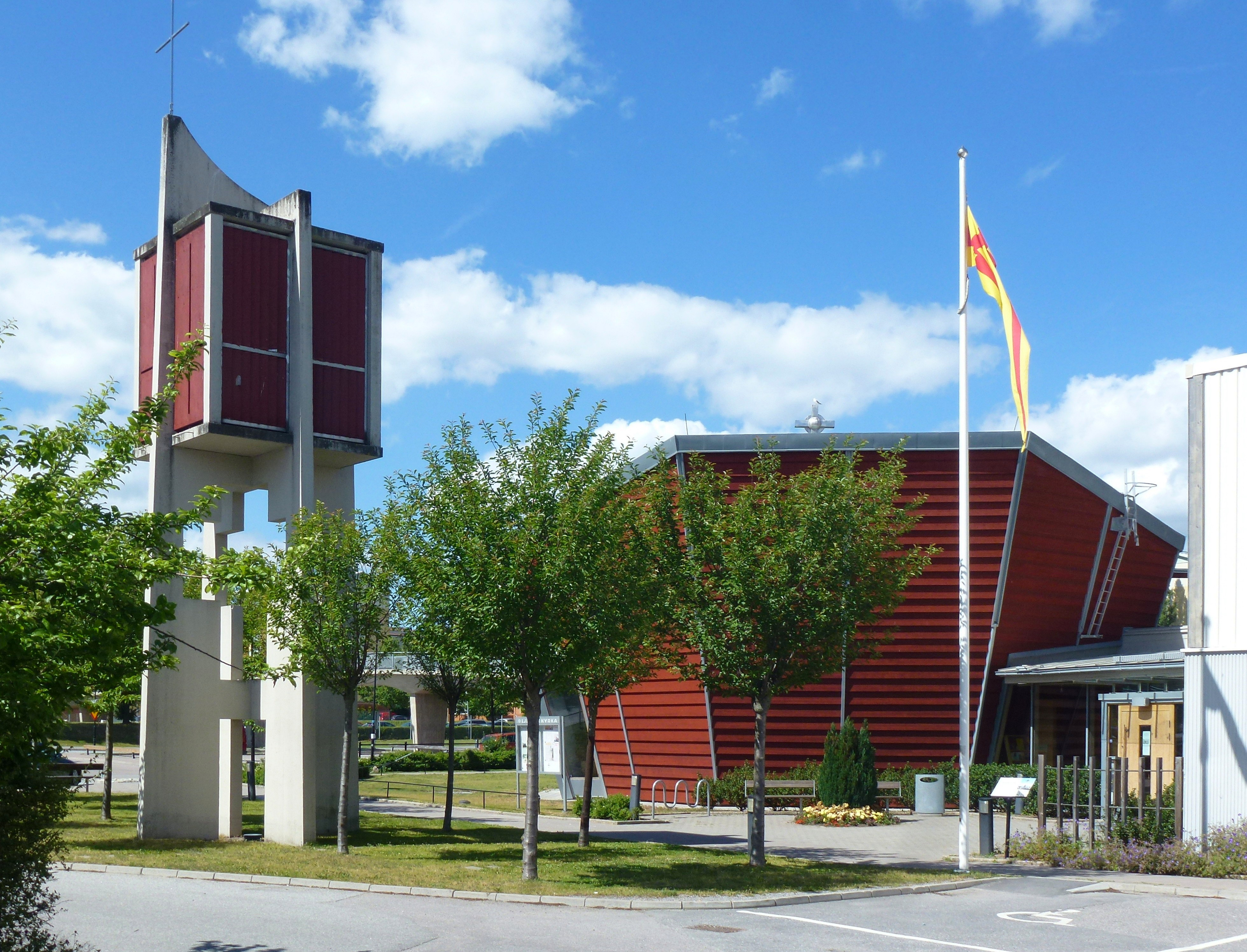
Kirche des Lichtes (Ljusets kyrka)
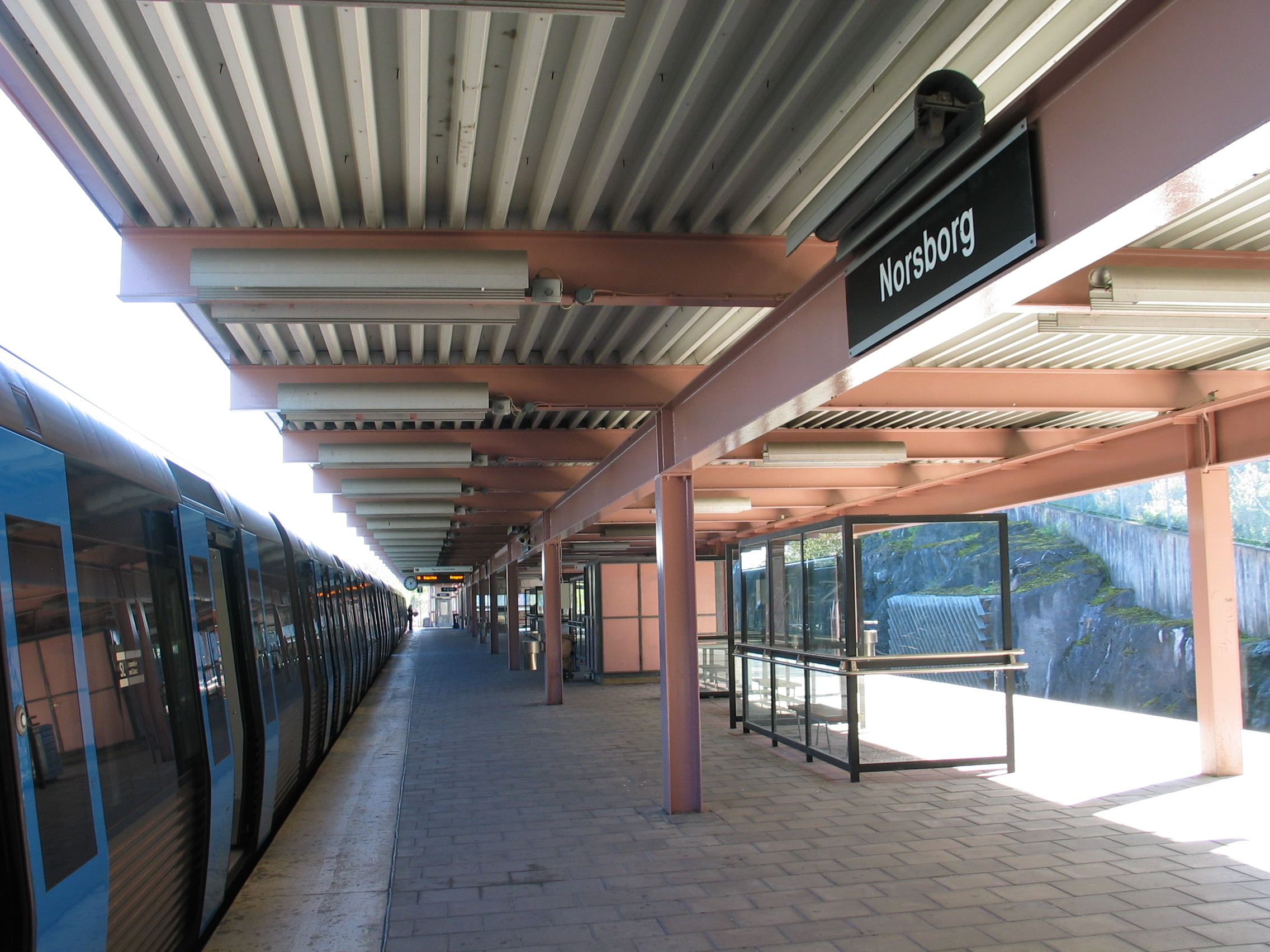
U-Bahn-Station Norsborg